# ハマボール イアス
ハマボール イアスは、神奈川県横浜市西区北幸にある、ボウリング場・スパ・フィットネスジムを核とした複合アミューズメント施設である。

## 歴史
前身となる「ハマボール」の旧店舗は、横浜駅西口にほど近い西区北幸の新田間川沿いの新佐伯工業跡に1970年に開業。地上3階建てで、56レーンのボウリング場・スケートリンク・アーチェリー場・ビリヤード・バッティングセンター・カラオケ店などを備えた施設であった。老朽化のため2007年に閉館したのち同じ位置に建て替えられ、2009年3月12日に再オープンした。
リニューアル2周年を翌日に控えた2011年3月11日、東日本大震災により天井が崩落。10人が下敷きになり、4人が重軽傷を負った。この一帯は平沼の入江の埋立地にあり、新田間川を挟んだダイエー横浜西口店でも建物周辺に亀裂ができるなどの被害が生じた。飲食店やスパ、フィットネスジムは順次営業を再開したが、ボウリング場は被害が大きく、利用者数も伸び悩んでいたため事業継続を一旦は断念した。しかし復活を望む声が多数寄せられたことから、親会社のミツウロコはハマボールの再開を決定。規模を縮小したうえで、2012年12月15日に営業を再開した。

## フロア
鉄骨構造地上8階建で、下記のボウリング場とスパのほか、フィットネスジム「ティップネス」やカラオケ店「パセラ」、飲食店、ドコモショップなどが入る（詳細はショップリスト参照）。事業協力として、三菱地所および三菱商事が関わっている。「HAMABOWL EAS」の名称は、「癒す」「easy」「Entertainment And Sports / Spa」の意味が込められている。

### ハマボール
2009年の開館当初は7階・8階の延べ3140m2に32レーンが設けられていたが、2012年の再開時には8階のワンフロア、20レーンとなった。

### SPA EAS
SPA EAS（スパ イアス）は4階から7階にかけての延べ6600m2に開設された、18歳以上を対象とした温浴施設。東京ドームシティ内のラクーアが初めてプロデュースを手掛けた施設で、当地で掘削した天然温泉（ナトリウム-塩化物温泉）を使用している。